# 维利·欧尔班
维利·托马斯·欧尔班（1992年11月3日—），是一名匈牙利足球运动员，在德国出生，拥有波兰和匈牙利血统。他目前效力于德甲联赛的RB莱比锡，场上位置为中后卫。

## 生平
欧尔班在年仅4岁时就加盟了凯泽斯劳滕足球俱乐部的青训营。在2011年，他在面对拜仁慕尼黑的比赛中上演了个人职业生涯的首秀。
在2015年的5月，欧尔班加盟了联赛死敌RB莱比锡。这次转会引起了凯泽斯劳滕球迷的集体愤怒和抗议。
2021年4月9日，RB莱比锡官方宣布，球队已经与欧尔班续约至2025年。

## 荣誉

### 俱乐部
RB莱比锡
- 德乙联赛 亚军：2015–16

## 备注
1. ↑  出生名欧尔班·维尔莫什·陶马什（匈牙利語：Orbán Vilmos Tamás）